# Pyrolycus
Pyrolycus – rodzaj ryb z rodziny węgorzycowatych (Zoarcidae).

## Klasyfikacja
Gatunki zaliczane do tego rodzaju:
- Pyrolycus manusanus
- Pyrolycus moelleri
- Pyrolycus jaco[3]